# プロメテウス (映画)
『プロメテウス』（Prometheus）は、リドリー・スコット監督による2012年公開のSF映画。
当初、同監督の『エイリアン』（1979年）の前日譚として企画されたが、後にその見解の確定性を弱める発言がなされるようになった。撮影は2011年3月に開始された。フランス（2012年5月30日）、イギリス（同年6月1日）などで先行公開された後、アメリカでは20世紀フォックスの配給によって2012年6月8日に公開、日本では同年8月24日にPG12指定作品として公開された。

## ストーリー
太古の昔、岩山と激流しか見当たらない惑星。その地表に降り立った人型の異星人が半球形の容器に満たされた黒い液体を飲むと、その体は急激に変貌し始め、滝壺に投げた身は溶けてゆき、自らのDNAを惑星に拡散させた。
時は流れて西暦2089年、考古学者のエリザベス・ショウとチャーリー・ホロウェイは新たに古代遺跡を発見した。その壁画の構図はそれまで複数の古代文明で見つかった物と明らかに共通点が見られるものであった。ここから人類が追い続けていた種の起源の答えとなる未知の惑星の存在が浮かび上がる。ウェイランド社選抜の科学者たちを中心に編成された調査チームは、謎を解明するために宇宙探査船プロメテウス号に乗り込み、星図の示す別の恒星系を目指して出発する。乗組員が冷凍休眠で眠る間、アンドロイドのデヴィッドが航行を担当し、来るべき宇宙人との意思疎通に備え、祖語の学習・研究に励む。2093年12月21日、機関が自動停止し、惑星LV-223が目前に迫った事を知らせた。冷凍休眠から目覚めた乗組員は、故人となったウェイランド社社長、ピーター・ウェイランドからのホログラム映像による激励と今回の調査目的について説明を受ける。ショウは創造論的発想で「エンジニア」なる宇宙人が存在し、それが人類誕生の謎を解く創造主だと語る。ウェイランド社の重役にして調査ミッション責任者のメレディス・ヴィッカーズは計画自体に懐疑的で、万が一エンジニアと遭遇しても一切コンタクトを取らず、直ちに自分へ報告するよう忠告する。12月25日、プロメテウス号はLV-223の大気圏に突入。着陸地点の探索中、複数の滑走路のような直線と複数の巨大なドーム状の岩山を発見し、その付近の平坦な場所へ着陸。日没が迫るので船外活動に難色を示す船長ヤネックの制止を聞き入れないホロウェイたちは、クリスマスプレゼントを開けずにいられるかとばかりに、即席で調査隊を結成し岩山へ向かう。
岩山に見えたのは実は人工的に造られた何らかの構造物であった。途中から別行動をとったデヴィッドが映像記録装置を発見し、起動させるとエンジニアとおぼしき人間大の生命体が走って行くホログラムが再生され、その先にドアで頭部が切断されたエンジニアの死体を発見する。測定により、その死体は約2千年前のものと分かった。ドアを開くとエンジニアの頭部と巨石人頭像のような巨大な頭像、および円筒形の容器が無数に置かれた部屋が発見される。壁面には細長い頭を持つ人型のレリーフがあり、部屋の床面にはミミズのような小生物が棲息していた。一方、外では急速に天候が悪化し、嵐が接近しつつあった。そのため調査隊は一時撤収を余儀なくされる。混乱に乗じてデヴィッドは、秘密裏に容器の一つを持ち出す。彼が立ち去った後、残された容器からは黒い粘性の液体があふれ始めていた。一方、エンジニアの死体に不安感を抱き、先に帰ったはずの生物学者ミルバーンと地質学者ファイフィールドの二人は構造物の中で迷い、取り残されてしまった。彼らは内部をさまよい歩くうちにエンジニアの死体の山を発見する。プロメテウス号に戻ったショウたちは、持ち帰ったエンジニアの頭部からDNA型を分析したところ、人間のそれと完全に一致するとの結論に達した。同じ頃、別室でデヴィッドは円筒を開き、中のアンプル状の容器から黒い液体を採取する。一方、ホロウェイは船内でくつろいでいたが、そこへデヴィッドが現れ語りかける。彼は採取した黒い液体の正体を確かめるべく、それをシャンパンに密かに混入しホロウェイにすすめ、彼はシャンパンを一気に飲み干した。ショウも自室に戻ってくつろいでいるところへホロウェイが現れ、二人はそのまま性交する。
夜もふけて、ヤネック以下プロメテウス号の乗組員全てがくつろいでいる最中、ミルバーンとファイフィールドはなおも構造物内をさまよい歩き続け、やがて円筒形の容器が無数に置かれた部屋に差し掛かる。するとあふれ出た黒い液体のたまり場から何か生き物が飛び出した。それはミミズのような小生物が変異した、乳白色でコブラのような軟体生物であった。突然それがミルバーンに襲い掛かり、強い力で腕に巻きつき、へし折ってしまう。引き剥がそうとファイフィールドが生命体の身体を傷つけると噴き出した体液がファイフィールドのヘルメットを溶かし、悶絶する彼は黒い液体の中へ転倒する。軟体生物がミルバーンの溶けた服の隙間からヘルメットまで入り込み、口から体内へ侵入して彼を殺してしまう。
翌朝、ホロウェイは自分の身体に何か異変が生じているのに気づく。嵐は静まり、調査隊は再び構造物へ向かう。その内部でミルバーンの死体を発見するが、ファイフィールドの姿は消えていた。デヴィッドはまたも別行動で秘密裏にエンジニアの宇宙船の操縦室を発見し、ホログラム映像からその操縦法を学習、エンジニアの一人が冷凍冬眠状態で生存していることを知る。一方ホロウェイの体調は急速に悪化し、調査隊は彼をプロメテウス号に連れ帰る。しかし、船内感染を恐れたヴィッカーズは火炎放射器を向けて彼の乗船を拒み、押し問答の末もう助からないと覚悟を決めたホロウェイは彼女の前に進み出し、放たれた炎で焼け死んでしまう。それを見たショウはショックのあまり気絶する。やがて彼女が目覚めると、目の前にデヴィッドが戻ってきていた。体内スキャンの結果、わずか10時間前のホロウェイとの性交で、彼女は先天的不妊症にもかかわらず妊娠3ヶ月の状態と知らされ、しかもそれは人間外の生命体だという。体内で未知の恐るべきものが急速に成長していると確信したショウは、堕胎させず地球に戻るまで長期睡眠させようとするクルーたちから逃れ、ヴィッカーズの居室兼専用の帰還モジュール内にある全自動手術装置で手術を受ける。彼女は苦悶しながらも何とか摘出手術に成功、体内から取り出されたのは、タコのような触手を持つ異形の生命体であった。パニックに陥ったショウはそれを全自動手術装置の中に閉じ込め逃げる。
一方、行方不明だったファイフィールドが突如プロメテウス号に戻ってきた。しかし、彼はもはや人間ではなくなっていた。知性は失われ、顔は融解したように変貌し、人間以上の身体能力を身に着けていた。彼に歩み寄った隊員がまず殺され、暴れ回ったファイフィールドはさらに数人を殺したが、ヤネックらによって車両で轢き潰された上に焼き殺された。その間、ショウは既に死亡したと思われていたウェイランドが、プロメテウス号の一室に同乗していたことを知った。デヴィッドがヴィッカーズの指示に従わない行動を見せたのは、社長であるウェイランドの指示命令が優越されたからであり、彼は創造主たるエンジニアと会い、自分を老衰による死から救ってくれるよう直接頼みこむ考えであった。しかしショウはこの惑星に来たことは間違いだったと述懐する。
ヤネックはショウに対し、この惑星はもともとエンジニア達の母星ではなく、彼らが作りだした病原体（黒い液体）をテストするための試験場であり、それに感染しエンジニアたちは全滅したのではないかという仮説を提示するが、答えは出ない。
ウェイランドたちは支度をしてエンジニアの宇宙船操縦室へ向かう。見送るヴィッカーズは彼を「父」と呼んだ。デヴィッドは冷凍冬眠中のエンジニアを目覚めさせウェイランドの要求を申し入れるが、話も半ばに突然デヴィッドの頭部を引きちぎり、ウェイランドたちを次々と襲って殺害してしまう。更に操縦室に乗り込みハッチを閉め、離陸の準備を始める。ショウは宇宙船から脱出するが、機能し続けるデヴィッドから、エンジニアが生物兵器を地球に拡散させるつもりであると連絡を受ける。デヴィッドはエンジニアの行動をずっと監視し続けていたのだった。ショウはエンジニアが地球の破壊に向かうとヤネックに報告し、飛び立とうとする宇宙船を阻止するよう説得する。ヤネックと副操縦士二人はプロメテウス号を宇宙船に激突させ墜落させることに同意するが、ヴィッカーズは船との心中を拒否。そこでヤネックは彼女に脱出ポッドを使用し40秒以内の退船を指示した。まず彼女専用の居住モジュールを本船から射出し、次に非常脱出ポッドで脱出。船長たちはそのままプロメテウス号でエンジニアの宇宙船を追跡し、それに衝突して見事撃墜した。すんでのところでプロメテウス号から脱出したヴィッカーズだが、そこへ爆発した宇宙船の破片が降り注ぎ、果ては墜落してきた宇宙船の下敷きとなり死亡する。
同じく下敷きになったかと思われたショウは、岩と宇宙船との隙間でかろうじて助かった。やがて気密服の酸素残存量減少の警告音で目を覚まし、追加の酸素を得るためヴィッカーズの居住モジュールへ入るが、摘出処置を受けた全自動手術室内に、幼体から今や7本の太い触手を持つ巨大な姿に成長した生命体がいるのを見る。するとそこへ墜落から生き延びたエンジニアが復讐にやって来て、ショウに襲い掛かるが、彼女は絶妙なタイミングで手術室の扉を開放し、巨大化した生命体がエンジニアを襲っている間に逃げ出す。エンジニアは生命体と格闘するうちに頭部に絡みつかれて昏倒する。
ショウは絶望に打ちひしがれたが、その耳にいまだ機能するデヴィッドの声が聞こえてきた。そこでショウは破壊されずに残っていたバギーで墜落した宇宙船へ向かい、エンジニアの宇宙船の操縦方法を習得したデヴィッドを回収、更に別のドームに残されていた宇宙船へ向かう。彼女らはLV-223は死の星であり、このメッセージを受信しても決して発信源を探すな、という警告を残す。そして一連の行動の動機を探求すべく、2094年1月、宇宙船を使って彼らの母星を目指し旅立った。
一方その頃、残された居住モジュール内で倒れていたエンジニアの胸を突き破り、尖った頭を持つ新たな生命体が出現した。それは起き上がると奇怪な産声を上げ、その口の中には、もう一つの「飛び出す口」があった。

## キャスト
エリザベス・ショウ（Elizabeth Shaw）
演 - ノオミ・ラパス、ルーシー・ハッチンソン（幼少期）
本作の主人公で考古学者。古代遺跡で発見された巨人が古代人に向けて示す星図の壁画を発見し、人類の起源を探るべくプロメテウス計画に参加する。
デヴィッド（David）
演 - マイケル・ファスベンダー
プロメテウス号を管理するアンドロイド。来るべき創造主（人間）の更に創造主となる巨人との対話に向けて祖語の学習に励む。
好きな映画は『アラビアのロレンス』で、劇中でも鑑賞したりロレンス（ピーター・オトゥール）の台詞を引用するシーンがある。
メレディス・ヴィッカーズ（Meredith Vickers）
演 - シャーリーズ・セロン
プロメテウス号の監視役。エリザベス達には巨人（創造主）に 遭遇しても先に自分に報告するよう釘を指す。
イドリス・ヤネック（Idris Janek）
演 - イドリス・エルバ
プロメテウス号の船長。
ピーター・ウェイランド（Peter Weyland）
演 - ガイ・ピアース
ウェイランド社の社長。ホログラムのメッセージをエリザベス達に遺す。当初は亡くなっていたかと思われていたが、実は生きていたことが後に判明する。
チャーリー・ホロウェイ（Charlie Holloway）
演 - ローガン・マーシャル＝グリーン
エリザベスの恋人で、彼女と同じく考古学者。
ショーン・ファイフィールド（Sean Fifield）
演 - ショーン・ハリス
モヒカンが特徴の学者。遺跡内でタバコを吸う等、破天荒な面が目立つ。
レイフ・ミルバーン（Rafe Millburn）
演 - レイフ・スポール
生物学者。
エミュ・チャンス（Emun Chance）
演 - エミュ・エリオット
プロメテウス号の副操縦士。
ベネディクト・ラヴェル（Benedict Ravel）
演 - ベネディクト・ウォン
プロメテウス号の副操縦士。
ケイト・フォード（Kate Ford）
演 - ケイト・ディッキー
ウェイランド社の女性社員。
ショウの父親（Shaw's Father）
演 - パトリック・ウィルソン

## 日本語吹替
| 役名                     | 俳優                           | 日本語吹替                                                                            | 日本語吹替                                                              |
| 役名                     | 俳優                           | 劇場公開版                                                                            | ザ・シネマ版                                                            |
| ------------------------ | ------------------------------ | ------------------------------------------------------------------------------------- | ----------------------------------------------------------------------- |
| エリザベス・ショウ       | ノオミ・ラパス                 | 剛力彩芽                                                                              | 佐古真弓                                                                |
| デヴィッド               | マイケル・ファスベンダー       | 宮本充                                                                                | 宮本充                                                                  |
| メレディス・ヴィッカーズ | シャーリーズ・セロン           | 深見梨加                                                                              | 本田貴子                                                                |
| ヤネック                 | イドリス・エルバ               | 楠大典                                                                                | 竹田雅則                                                                |
| ピーター・ウェイランド   | ガイ・ピアース                 | 納谷六朗                                                                              | 佐々木薫                                                                |
| チャーリー・ホロウェイ   | ローガン・マーシャル＝グリーン | てらそままさき                                                                        | 大滝寛                                                                  |
| ファイフィールド         | ショーン・ハリス               | 藤原啓治                                                                              | 落合弘治                                                                |
| ミルバーン               | レイフ・スポール               | 落合弘治                                                                              | 丸山壮史                                                                |
| チャンス                 | エミュ・エリオット             | 森田成一                                                                              | 長谷川敦央                                                              |
| ラヴェル                 | ベネディクト・ウォン           | 内田聡明                                                                              | 髙階俊嗣                                                                |
| フォード                 | ケイト・ディッキー             | 森結花                                                                                | 庄司まり                                                                |
| ショウの父親             | パトリック・ウィルソン         | 咲野俊介                                                                              | 咲野俊介                                                                |
| 幼少期のショウ           | ルーシー・ハッチンソン         | 宮本侑芽                                                                              | 森永麻衣子                                                              |
| 役不明又はその他         |                                | 加藤亮夫 喜山茂雄 田村聖子 高宮俊介 鈴木佑治 田村真 西健亮 三宅貴洋 山口協佳 長尾雅世 | 中村章吾 羽野だい豆 井木順二 青木崇 竹内夕己美 虎島貴明 平修 一ノ瀬香織 |
| 日本語版制作スタッフ     |                                |                                                                                       |                                                                         |
| 演出                     |                                | 中野洋志                                                                              | 伊達康将                                                                |
| 翻訳                     |                                | 石原千麻                                                                              | 石原千麻                                                                |
| 制作                     |                                | ACクリエイト                                                                          | 東北新社                                                                |
| 初回放送                 |                                |                                                                                       | 2017年12月3日 18:45-20:55 ノーカット放送                                |

※20世紀フォックス ホーム エンターテイメント ジャパンの「吹替の帝王」シリーズ第18弾としてBlu-ray Disc「プロメテウス日本語吹替完声版 3枚組コレクターズ・ブルーレイボックス」が2019年4月26日に発売された。吹替の帝王版、通常版、特典DiscのBD3枚組で、吹替の帝王版に上記の劇場公開版と併せてザ・シネマ版の吹替版が収録される。特典としてザ・シネマ版吹替台本と佐古真弓（ザ・シネマ版エリザベス・ショウ役）のインタビュー本が付属している。

## 製作

### 企画
2000年代初頭より、『エイリアン』フランチャイズ5作目が検討されていた。当初ジェームズ・キャメロンがそのためにエイリアンの起源を探る物語に取り掛かっていた。リドリー・スコットとシガニー・ウィーバーも復帰に関心を表明し、両方は始まりを描くアイデアを支持した。しかしキャメロンは、フォックスが『エイリアンVSプレデター』を進めていると知り、プロジェクトを去った。
一方で、スコットは、最も論理的な道は、第1作『エイリアン』でわずかに姿を見せた「スペースジョッキー」の起源を探る流れでシリーズを継続すべきであると考えた。2008年までにスコットはプロジェクトに着手し、ウィーバーは「彼は熱心に取り組んでいる」とコメントした。
2009年5月、フォックスはまず、プロジェクトを「リブート」として発表し、その後すぐに1979年のスコットのSFホラー映画『エイリアン』の前日譚であるとした。スコットは物語を『エイリアン』の30年前の2080年という設定で、ウィーバー演じるエレン・リプリーも「オリジナル」のエイリアンも登場しないとした。映画はスペースジョッキーのエイリアンの性質、起源、「驚異的な文明」だけでなく、地球人類の起源の中の虚構の人為的役割が探られる。そのようなアイディアはエーリッヒ・フォン・デニケンの古代宇宙飛行士説についての著作に「部分的に」影響を受けている。スコットはインタビューにて「映画は本当にタフで、本当に不愉快になるだろう。それは月のダークサイドだ。私たちは神とエンジニアについて話し合っているところだ。宇宙のエンジニアだ。そしてエイリアンは生物戦争のために創造されたのか?それとも惑星を一掃する生物なのか?」と述べた。ストーリーは、元々いくつかの草稿があったが、ウェイランド・インダストリーはユタニ・コーポレーションと合併する前であり、超光速航法とテラフォーミングを検討している段階である。さらにスコットは、オリジナルのレチクル座ゼタIIが前日譚で登場すると発表した。
スコットはプロデュースし、元CM監督のカール・エリック・リンシュに監督させようとしたが、『エイリアン』フランチャイズの権利を所有している20世紀フォックスはスコットが監督するのを望んでいた。2009年7月までにスコットは監督に着任した。同時期に脚本家のジョン・スペイツはフォックスにアイデアを売り込み、スタジオとスコットはその内容を気に入り脚本家として雇われた。この段階での公開予定は2011年12月だった。しかし、絵コンテ等は既に完成していたにもかかわらず、2010年9月に会社側からの予算削減要請に基づき、脚本家のデイモン・リンデロフがスペイツの脚本を改訂するために雇われた。10月、リンデロフは改訂した脚本を20世紀フォックスに提出した。リンデロフの脚本とそれを基にした1億5千万から1億6千万ドルの製作予算にスタジオは喜んだ（スコットは当初、R指定として製作し、2億5000万ドルの予算を要求したが、残念なことに20世紀フォックスはそれだけの予算をPG-13でない映画に投資するのを嫌がった）。なお、スペイツの書いたシナリオはネットに流出しており、スペイツ本人も本物と認めている。大まかに日本語訳されたものも存在し、大規模掲示板にて参照できる。
映画が「パラダイス」のタイトルで公開されるという噂があったが、20世紀フォックスによって否定された。2011年1月、製作会社重役の提案により映画のタイトルは『プロメテウス』となり、2012年に公開されることがわかった。スコットは以前、「新作は『エイリアン』シリーズの明確な前日譚である」とマスコミに語っていたが、それを訂正し『エイリアン』フランチャイズとの本作の結びつきは控え目であるとした。彼は「『エイリアン』シリーズが出発点ではあるが、創造のプロセスのなかで、新たな神話と宇宙へと進化した。シリーズとは異なるオリジナルな物語が展開されるが、ファンなら必ずそこに『エイリアン』のDNAを見いだすだろう」と述べた。しかし2011年2月12日、ファスベンダーはMTVに対し、本作が『エイリアン』の前日譚であると話し、「『プロメテウス』は『エイリアン』に絶対に繋がる」「明確な接続静脈がある」と述べた。2011年6月インタビューで脚本のデイモン・リンデロフは、『エイリアン』の前日譚ではあるが、別のストーリーに続くと主張し、「本当の前日譚は本質的にはオリジナル映画の出来事に先行する必要があるが、本作は同じ世界を舞台にするものの、完全に何か異なり、異なったキャラクターが描かれ、そして完全に異なったテーマを持っている。それがこの映画がなりたがっているものについての私の基本的な印象だ」と述べた。

### プリプロダクションと撮影
製作は徹底した秘密主義の下で行われた。キャストたちはプロジェクトへの参加が決まるとすぐさまスコットによって守秘義務契約にサインすることを要求された。
2010年11月10日、本作のVFXデザイナーのヘンリー・サウスは映画が製作に入ったとツイートした。アーサー・マックスは美術監督を担当し、パインウッド・スタジオズ美術部を率いた。エイリアン自体はゼノモーフの姿を受け継いで再創造され、スコットは美術協力してもらうためにH・R・ギーガーに連絡する予定であると語った。コミコンでデイモン・リンデロフは、映画ができるだけ多くの実効を保っていると述べた。使用されるCGIの唯一への言及は、外部空間の映像のセットの写真であった。
1作目のアートディレクターであるロジャー・クリスチャンは3Dで撮られるだろうと推測し、そして後にスコットはそうすることを明らかにした。3D映画ではセットで高い照明レベルを必要とするため、3D機器を『アバター』後の技術に基づいて使う一方、『エイリアン』の特徴的な闇と影のある雰囲気はグレーディング・プロセスを通じてポストプロダクションで追加される。撮影は2011年3月より開始された。パインウッド・トロント・スタジオズで3週間撮影した後、5月には製作はロンドンのパインウッド・スタジオズに移った。007ステージがセットの一つとして使われた。アイスランドでは2週間の撮影が行われた。リドリー・スコットは、この場所が「時間の始まり」のシーンとして映画の最初の15分になると述べた。11月にはスペインに移り、水タンクと船を含むシーンの撮影が報じられた。アリカンテでは主人公の船を再現した建造物が作られた。

### ポストプロダクション
2011年12月にロンドンで2週間に及ぶADRが行われた後、ポストプロダクションが開始された。

### 音楽
近年のリドリー・スコット監督作品を手掛けているマルク・ストライテンフェルトが今作でも音楽を作曲した。

## マーケティング
初めて公開された写真は、宇宙服を着たキャラクターが宙を舞うものであり、2011年のコミコン・インターナショナルでフッテージ映像と共に発表された。脚本のデイモン・リンデロフと女優のシャーリーズ・セロンは、プレゼンテーションのために出席した。また、リドリー・スコットとノオミ・ラパスはアイスランドから衛星中継でイベントに参加した。
ウェブサイトでは、劇中のウェイランド社の企業サイトが公開され、アンドロイドのデイヴィッドやTED TALK2033でプレゼンテーションするピーター・ウェイランドの姿などをYouTubeなどの映像と共に掲載し、ソーシャルメディア上での話題喚起を展開している。

## 公開
『プロメテウス』は当初、2012年3月9日公開を予定していたが、6月8日に変更された。リドリー・スコットは、PG-13指定とR指定のカットを撮影し、映画完成時に20世紀フォックスが公開形態を決めると述べた。最終的には、R指定で劇場公開された。

## 続編
2012年3月17日、ワンダーコンで、リドリー・スコットは本作が残した謎を解き明かす続編に関して言及し、プロメテウスの続編、エイリアン・プリクエルの第二章として『エイリアン/パラダイス・ロスト』は2017年の公開を予定して2016年1月に撮影を開始すると発表。
その後、『エイリアン:コヴェナント』と改題して、2017年10月6日に全米公開予定と20世紀フォックスから正式発表された。

## ソフト化
日本では、20世紀フォックス・ホーム・エンターテイメント・ジャパンよりBlu-ray Disc (BD) およびDVDが発売されている。
- プロメテウス ブルーレイ&DVD&デジタルコピー （2枚組〈BD + DVD〉、2013年1月9日発売 FXXA-52503）
- プロメテウス コレクターズ・エディション （4枚組〈3枚組BD + DVD〉、2013年1月9日発売 FXXK-52503）
- プロメテウス エボリューション・ブルーレイ・コレクション （9枚組BD、2013年1月9日発売 FXXA-55475）
- プロメテウス （DVD、2013年1月9日発売 FXBA-52503）
- プロメテウス スチール・ブック仕様 （BD、2013年6月5日 FXXE-52503）
- (FOX HERO COLLECTION) プロメテウス-エイリアン ブルーレイBOX （5枚組BD、2013年6月5日 FXXL-55475）
- プロメテウス （BD、2013年7月3日 FXXJC-52503）
- プロメテウス 3D・2Dブルーレイセット （2枚組BD、2013年7月3日発売 FXXKA-52503）
- プロメテウス （DVD低価格版、2013年7月3日 FXBNG-52503）
- (FOX HERO COLLECTION) プロメテウス-エイリアン DVD-BOX （5枚組DVD、2013年11月22日  FXBPF-55475）